# Танцюючі свинки
В комп'ютерній безпеці, «танцюючі свині» це термін, що описує ставлення користувачів комп'ютерів до комп'ютерної безпеки. Він означає, що користувачі продовжать переглядати кумедні зображення, навіть якщо вони отримають попередження від програм, які забезпечують безпеку, що перехід за посиланням може являти загрозу. Іншими словами, користувачі вибирають бажаний контент не оглядаючись на його безпечність. Вираз «танцюючі свині» зазвичай використовується експертами з комп'ютерної техніки, а також може бути зустрінутим у статтях з ІТ.
Термін запропонували Гарі Мак-Гроу і Едвард Фельтен:
| Ліві лапки | Якщо користувачам дати вибір між танцюючими свинками та безпекою, вони завжди оберуть свинок | Праві лапки |

Брюс Шнайер заявляє:
Кожного разу, стикаючись з вибором між безпекою і танцюючими свинками, користувач обирає свинок
Брюс Шнайер розкриває це так:
Якщо користувач натискає на кнопку, яка обіцяє танець свиней на його моніторі, а замість цього отримує попередження, що описує потенційні небезпеки додатку, він завжди обере танцюючих свиней. Якщо ж комп'ютер виведе на екран попередження ніби "додаток ТАНЦЮЮЧІ СВИНІ може містити шкідливий код, який може безповоротно пошкодити ваш комп'ютер, викрасти ваші заощадження і вплинути на вашу здатність мати дітей", він все одно натисне ОК, навіть не прочитавши попередження. Через 30 секунд він навіть не згадає, що попередження взагалі мало місце бути
В оглядовому керівництві з безпеки Mozilla говориться:
Безліч наших потенційних користувачів не мають великого досвіду у використанні комп'ютера. Вони не розуміють ризику, пов'язаного з використанням інтерактивного веб-контенту. Це означає, що ми повинні покладатися на рішення користувачів настільки рідко, наскільки це можливо
Широко поширена стаття 2009 року безпосередньо звертається до цитати про танцюючих свиней і стверджує, що поведінка користувачів більш-менш раціональна:
Хоча вона забавна, але в той же час і несправедлива: користувачам ніколи не пропонують безпеку, ні саму по собі, ні як альтернативу чому-небудь. Їм пропонують довгий, складний і постійно такий, що збільшується набір порад, правил і інструкцій, який ніколи не обіцяє безпеку, але замість неї несе туманні припущення про зменшення ризику

## Експериментальні підтвердження
Одне з досліджень фішингу показало, що люди, якоюсь мірою, дійсно віддають перевагу «танцюючим» тваринам перед безпекою. Дослідження полягало в показі випробовуваним деякого числа фішингових сайтів, включаючи той, що копіює домашню сторінку Bank of West.
Для багатьох випробовуваних привабливий дизайн, рівень деталізації й той факт, що сайт не запросив великий обсяг інформації, були основними чинниками вибору. Двоє випробовуваних згадали відео з анімованим ведмедем, що з'являється на сторінці (наприклад, «тому що копіювання такого відео потребує багато зусиль»). В основному, учасники знайшли цю анімацію привабливою, багато хто перезавантажив сторінку тільки для того, щоб побачити її знову.